# Dynamische Typisierung
Dynamische Typisierung (engl. dynamic typing) bezeichnet ein Schema der Typisierung von Programmiersprachen, bei der Typ-Prüfungen (etwa des Datentyps von Variablen) vorrangig zur Laufzeit eines Programms stattfinden. Im Gegensatz dazu wird bei der statischen Typisierung die Typ-Prüfung bereits zum Zeitpunkt der Kompilierung durchgeführt.
Skriptsprachen wie JavaScript, Python und Ruby verwenden die dynamische Typisierung.

## Beispiele

### Python
Hier eine interaktive Python-Sitzung:
```
>>>
 
a
 
=
 
1
                         
# a enthält durch Zuweisung eine ganze Zahl

>>>
 
a
 
+=
 
1.0
                      
# addiert die Gleitkommazahl 1.0 und legt neuen Wert (mit anderem Typ) in a ab

>>>
 
a
.
upper
()
                     
# Scheitert: a ist keine Zeichenkette

Traceback
 
(
most
 
recent
 
call
 
last
):

  
File
 
"<stdin>"
,
 
line
 
1
,
 
in
 
<
module
>

AttributeError
:
 
'float'
 
object
 
has
 
no
 
attribute
 
'upper'

>>>
 
a
                             
# gibt den Wert von a aus

2.0

>>>
 
a
 
=
 
"jetzt ist a ein String"

>>>
 
a
 
+=
 
1
                        
# Scheitert: Inhalt von a ist jetzt ein String

Traceback
 
(
most
 
recent
 
call
 
last
):

  
File
 
"<stdin>"
,
 
line
 
1
,
 
in
 
<
module
>

TypeError
:
 
cannot
 
concatenate
 
'str'
 
and
 
'int'
 
objects

>>>
 
a
.
upper
()

'JETZT IST A EIN STRING'

```

In Python haben Variablen keinen Typ, lediglich die Objekte, auf welche die Variablen referenzieren. Die Fehlermeldung „has no attribute 'upper' “ illustriert, dass der Python-Interpreter nicht unbedingt einen String verlangt, sondern mit einem beliebigen Objekt mit einer Methode upper zufrieden wäre (siehe Duck-Typing).

### Boo
Beispiel von der Projektseite
```
d
 
as
 
duck

d
 
=
 
5
           
// Derzeitig als Integer definiert.

print
 
d

d
 
+=
 
10
         
// Es kann alles, was ein Integer kann.

print
 
d

d
 
=
 
"Hi there"
  
// Wird zu einem String gesetzt.

print
 
d

d
 
=
 
d
.
ToUpper
()
 
// Jetzt kann es alles, was ein String kann.

print
 
d

```

Ausgabe:
```

5
15
Hi there
HI THERE

```

#### Erläuterung des Beispiels
Es wird die Variable d angelegt und ihr wird der Datentyp duck zugewiesen. Dies ist kein richtiger Datentyp, sondern nur eine Art Container, der andere Datentypen annehmen kann. In der dritten Zeile wird d der Integerwert 5 zugewiesen.
In Zeile 7 wird die Zeichenkette Hi there zugewiesen. In anderen Programmiersprachen wie beispielsweise C# oder C++ würde dies jetzt zu einem Compiler-Fehler führen.
Der Boo-Compiler hingegen erkennt am Datentyp duck, dass sich der Datentyp der Variable d ändern kann.